# Enrique Jaramillo
Ramón Enrique Jaramillo Becker (La Unión, 11 de julio de 1937) es un economista bancario, agricultor y político chileno, militante del Partido por la Democracia (PPD). Entre 1998 y 2018 fue diputado por el distrito N.º 54.

## Biografía
Está csado con María Angélica Astudillo, alcaldesa de La Unión (2004-2008). Son padres de tres hijos: Enrique, concejal de La Unión (2000-2004), Jaime y Jorge.

## Actividades profesionales
Educado en la Escuela Pública de La Unión y en el Liceo Educacional de la misma ciudad, donde egresó en 1954, para continuar estudios superiores en Santiago, en el Instituto Bancario Guillermo Subercaseaux (1955-1956).
Se ha desempeñado en labores bancarias, como ejecutivo y como presidente de la Federación Bancaria de Chile (1967-1973). Fue también delegado del Banco Central de Chile en el área social (1968-1970).
También se dedicó a la agricultura, llegando a ser presidente de la Federación de Agricultores de La Unión (1980-1989) y director ejecutivo del Consorcio Agrícola del Sur (1980-1991).

## Carrera política
Inició una carrera política como dirigente regional de Exonerados Políticos (1988-1989) e inició su militancia en el Partido por la Democracia (PPD), en el año 1997, ya que antes había sido militante del Partido Socialista y también postuló como concejal en un cupo del PAC. 
Elegido Diputado por el Distrito 54, correspondiente a las comunas de Los Lagos, Futrono, Panguipulli, La Unión, Paillaco, Río Bueno y Lago Ranco, para el período (1998-2002). Integró la comisión permanente de Hacienda.
Reelecto diputado por el Distrito 54 (2002-2006). En esta oportunidad, formó parte de la comisión permanente de Ciencia y Tecnología.
Por tercera vez diputado por el Distrito 54 (2006-2010), en este período legislativo figura en la actualidad como miembro de la comisión permanente de[Agricultura, Silvicultura y Desarrollo Rural. Además, formó parte de la comisión investigadora del caso Chiledeportes, la de Casinos de Juegos y la que indagó sobre irregularidades en Ferrocarriles del Estado.
En 2009 fue reelecto diputado por el mismo distrito (2010-2014), integrando la comisión permanente de  Integró la comisión permanente de Agricultura, Silvicultura y Desarrollo Rural y también la de Hacienda.

## Historial electoral

### Elecciones parlamentarias de 1997
- Elecciones parlamentarias de 1997, Distrito Nº 54 (Los Lagos, Futrono, Panguipulli, La Unión, Paillaco, Río Bueno y Lago Ranco)[3]

### Elecciones parlamentarias de 2001
- Elecciones parlamentarias de 2001, Distrito Nº 54 (Los Lagos, Futrono, Panguipulli, La Unión, Paillaco, Río Bueno y Lago Ranco)[4]

### Elecciones parlamentarias de 2005
- Elecciones parlamentarias de 2005, Distrito Nº 54 (Los Lagos, Futrono, Panguipulli, La Unión, Paillaco, Río Bueno y Lago Ranco)[5]

### Elecciones parlamentarias de 2009
- Elecciones parlamentarias de 2009, Distrito Nº 54 (Los Lagos, Futrono, Panguipulli, La Unión, Paillaco, Río Bueno y Lago Ranco)[6]

### Elecciones parlamentarias de 2013
- Elecciones parlamentarias de 2013, Distrito Nº 54 (Los Lagos, Futrono, Panguipulli, La Unión, Paillaco, Río Bueno y Lago Ranco)[7]